# Ступник
Ступник (укр. Ступник) — село на Украине, находится в Хмельницком районе Винницкой области.
Код КОАТУУ — 0524883103. Население по переписи 2001 года составляет 404 человека. Почтовый индекс — 22026. Телефонный код — 4338.
Занимает площадь 1,6 км².

## Известные уроженцы
- Шинкарук, Владимир Иванович (1943—1993) — советский и украинский актёр. Народный артист Украины.

## Адрес местного совета
22026, Винницкая область, Хмельницкий р-н, с. Крапивна, ул. Ленина, 15